# John M. MacDougal
John Mochrie MacDougal ( 1954 ) es un botánico, curador estadounidense, notable científico de trabajos de taxonomía del género Passiflora, habiendo descubierto algunas variedades.

## Biografía
Obtuvo su Bachelor of Science en 1975, en la Facultad de Charleston. Y en 1984 su doctorado en la Universidad Duke.

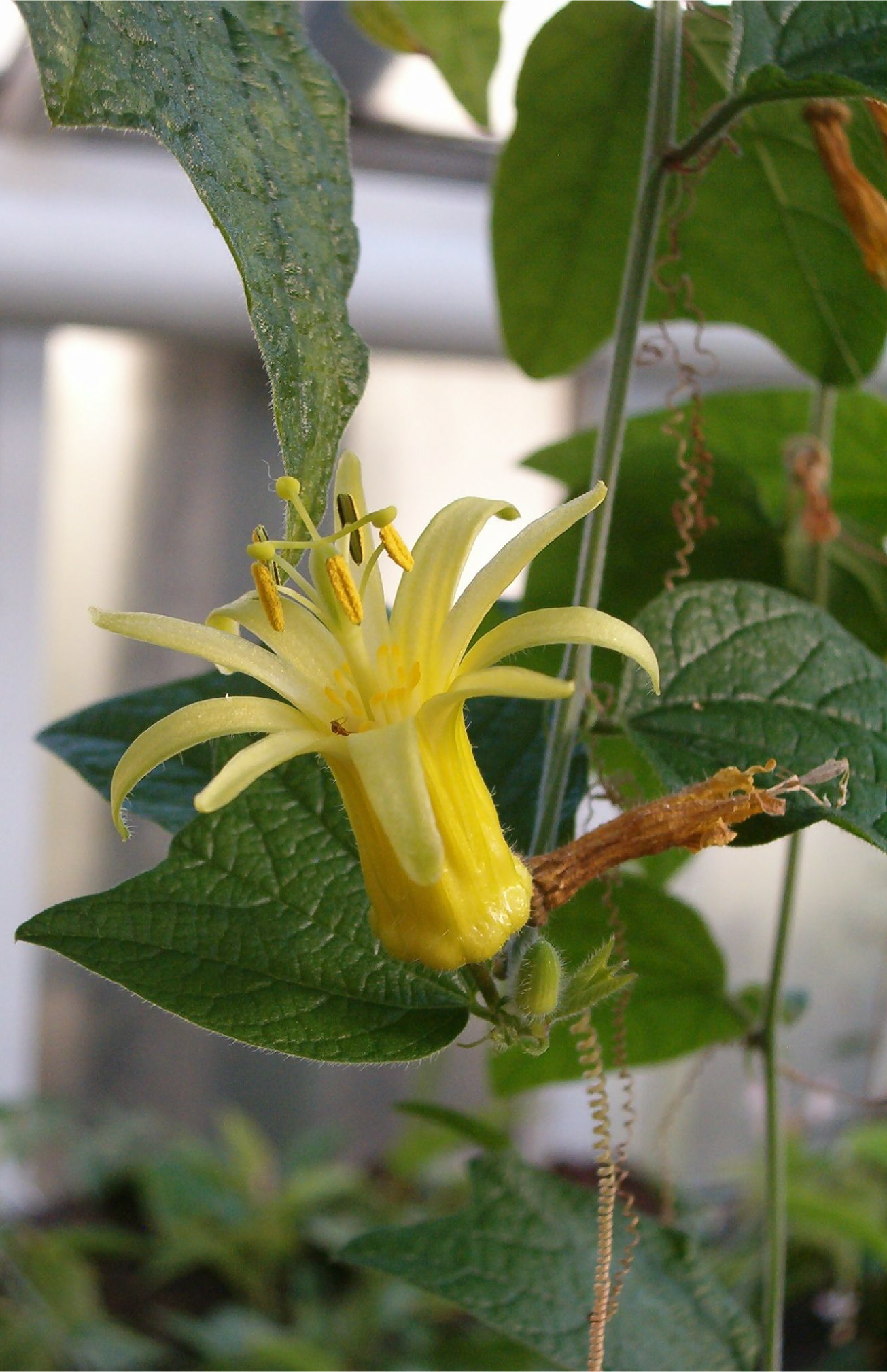
Passiflora citrina, una de las flores de la pasión, que fue descrita por MacDougal

Entre 1984 y 1986, fue profesor asistente visitante de biología en la North Carolina Agricultural and Technical State University. Y de 1987 a 1989, fue investigador postdoctoral en el "Proyecto de Flora Mesoamericana" en el Jardín Botánico de Misuri en St. Louis, Misuri; y de 1990 a 2002, fue su gerente conservador.
MacDougal ha escrito más de cincuenta artículos con revisión or pares, y de capítulos de libros. Actualmente, es profesor adjunto de biología en la Harris-Stowe State University.

## Algunas publicaciones
- neil Snow, john m. MacDougal. 1993. New Chromosome Reports in Passiflora (Passifloraceae). Systematic Botany 18 ( 2 ): 261-273
- 2001. Passifloraceae. Passionflower Family. J. of the Arizona-Nevada Academy of Sci. 33 ( 1 ), Vascular Plants of Arizona: Part 6 : 41-45
- 2004. Six New Taxa of Passiflora (Passifloraceae), with Nomenclatural Notes on the Genus in Mesoamerica. Novon 14 (4 ): 444-462

### Libros
- 1994. Revision of Passiflora Subgenus Decaloba Section Pseudodysosmia (Passifloraceae). Ed. Am. Soc. of Plant Taxonomists. Systematic Botany Monographs 41, Revision of Passiflora Subgenus Decaloba Section Pseudodysosmia (Passifloraceae) 146 p. ISBN 091286141X

- torsten Ulmer, john m. MacDougal, bettina Ulmer ilustradora. 2004. Passiflora: Passionflowers of the World. 430 p. + 358 fotos color. ISBN 0881926485 , ISBN 9780881926484

## Honores

### Epónimos
- (Passifloraceae) Passiflora macdougaliana S.Knapp & J.Mallet[1]

- La abreviatura «J.M.MacDougal» se emplea para indicar a John M. MacDougal como autoridad en la descripción y clasificación científica de los vegetales.[2]